# فازاز

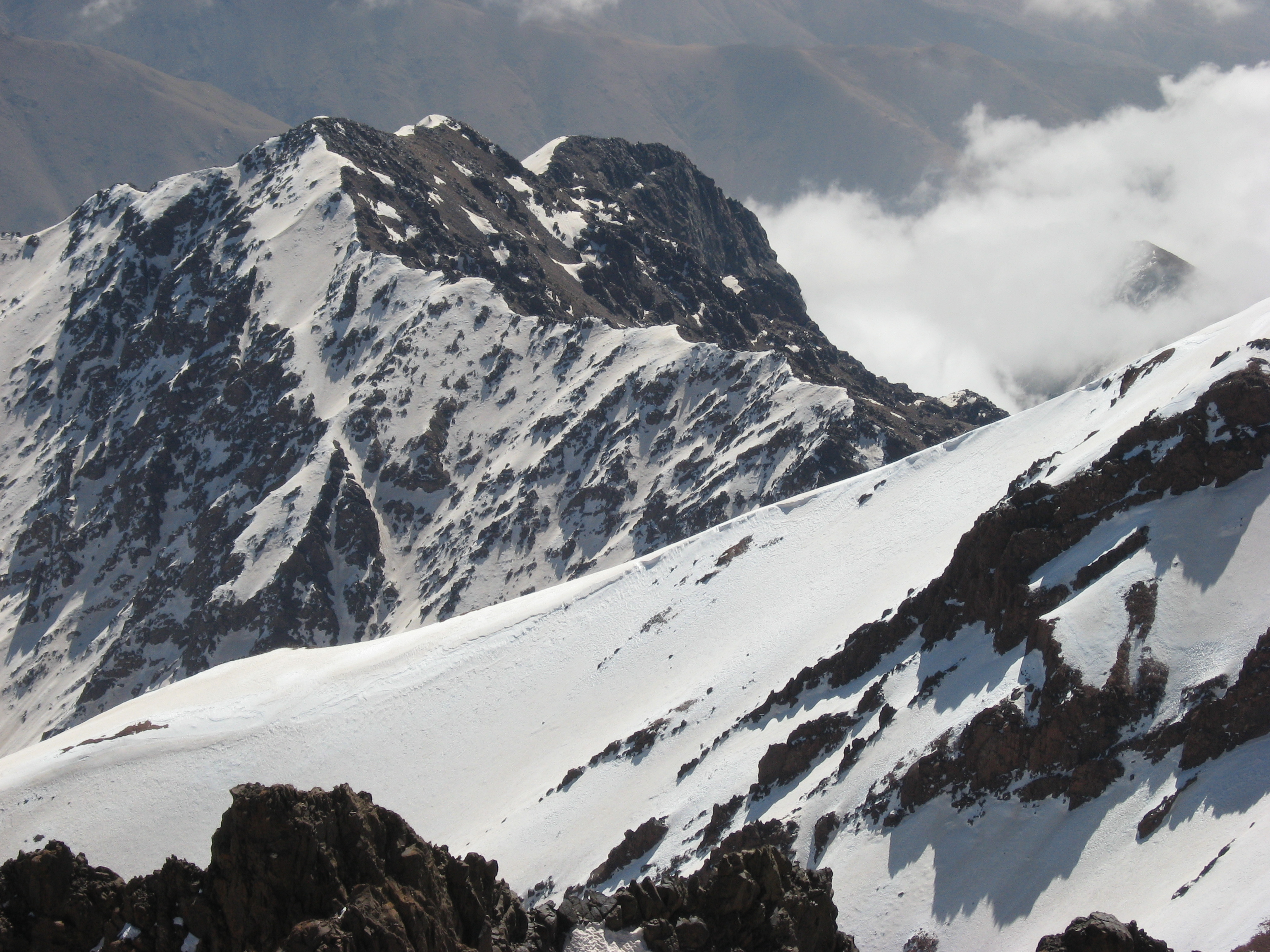
جبال الأطلس مغطاة بالثلوج

استخدم اسم فازاز (هجاء بديل: Fezaz، Fazzaz، Fezzaz) على نطاق واسع من قبل المؤرخين المغاربة والأجانب حتى أواخر القرن التاسع عشر للإشارة إلى الجزء الغربي من الأطلس المتوسط في المغرب.

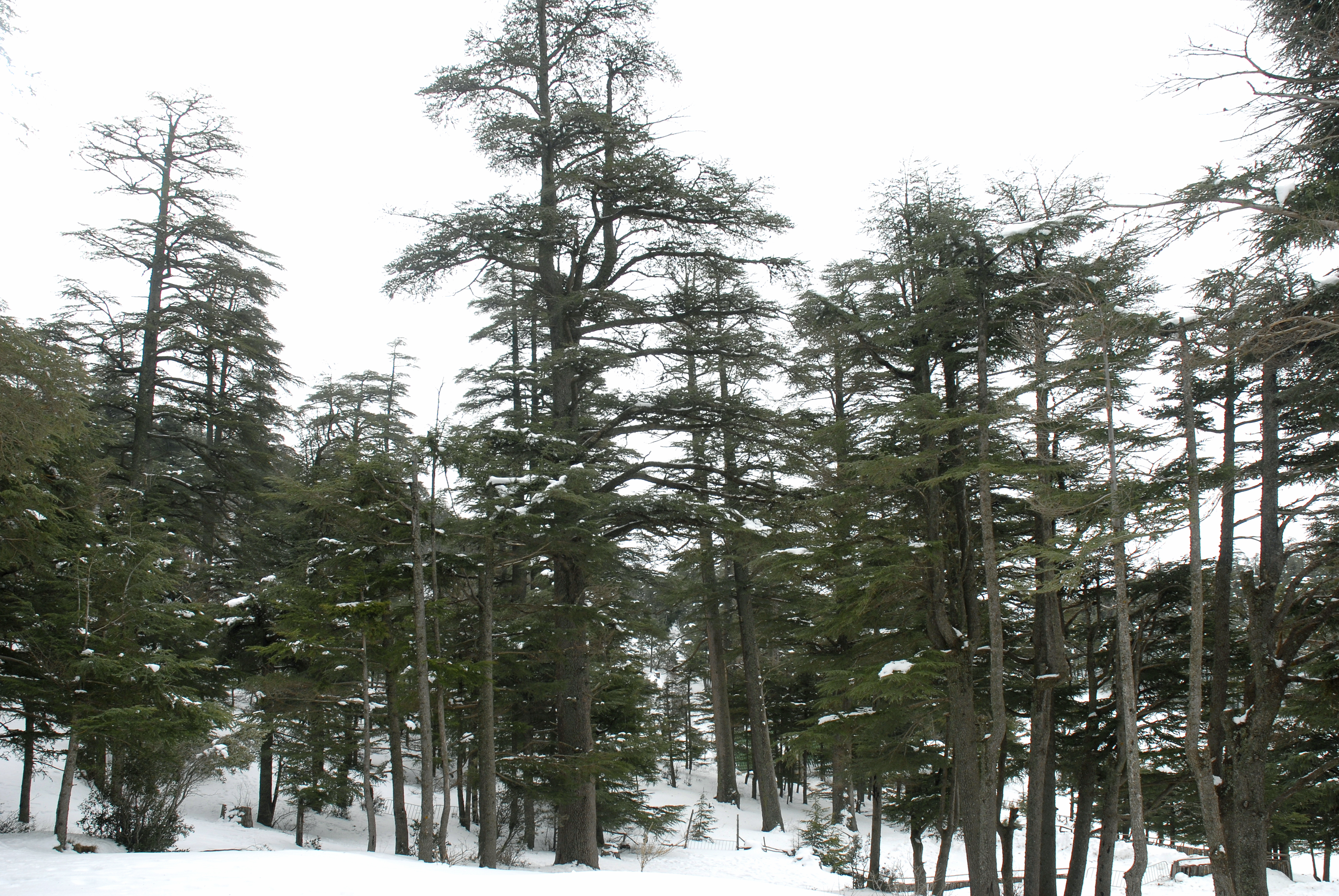
غابات الارز تغطي المنطقة

## أصل التسمية

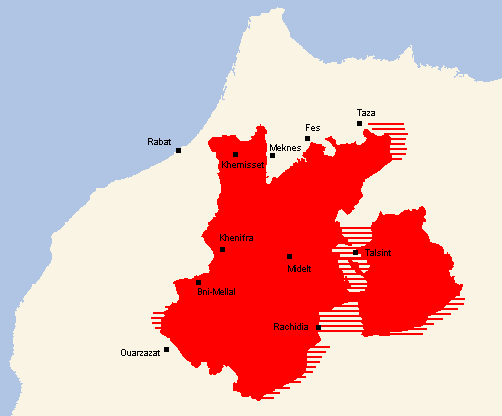
مدن الأطلس المتوسط في المغرب

حسب عميد المعهد الملكي للثقافة الأمازيغية محمد شفيق، فإن كلمة فازاز مشتقة من الكلمة الأمازيغية أفزا أو ثفزة والتي تعني الصخر الخشن. ربما هذا راجع إلى الطبيعة الوعرة لتضاريس المكان ولتقلب احوال الجو فيه، حيث ذكر أن بعض القوافل كانت تتعرض للموت بردا في بعض المواسم جراء محاصرة الثلوج لها. بالإضافة إلى ان عدد من الخرائط تحتوي على أسماء أماكن مثل (تفرن نثافزة، مثافزا، بوفزا، أيت ثفزة، إفزيوين، إفزازن، إش بوفزا) كلها أسماء مشتقة من كلمة أفزا وهذه هي الدلالة التاريخية لفزاز.

## جغرافيا

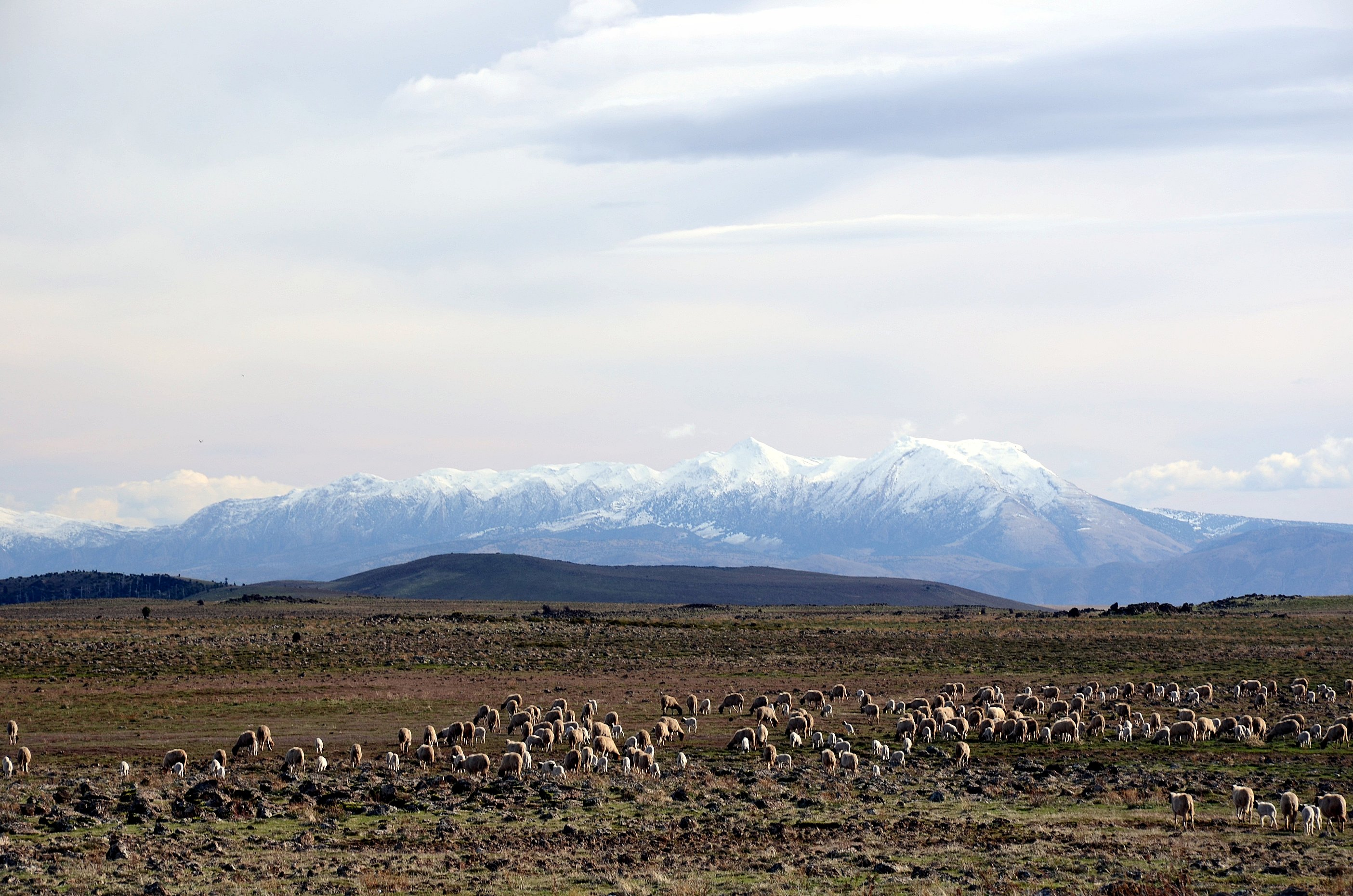
جبال الأطلس المتوسط (المغرب)

تعتبر فازاز منطقة جغرافية وتاريخية غير محددة المعالم، لكن الاسم كان يستعمل عموما للإشارة إلى الأطلس المتوسط المركزي. حيث يمكن اعتبار أراضي قبائل ژيان وبني مكيلد وإشقيرن كلها كانت تقع داخل المجال الجغرافي لهذا الإقليم. كما كانت تحده من الجنوب المنطقة المعروفة قديما وحديثا بتادلا، وزاوية آيت سحاق من الجنوب الغربي.أما مدينة فاس، فقد كانت تحدها شمالا.
 ويمكن القول ان اسم مدينة فاس أشتق من الاسم القديم للإقليم، حيث يلاحظ أن اغلب الخرائط القديمة أشارت إلى مدينة فاس ونواحيها بلفظ فاز (FEZ).

## تاريخ

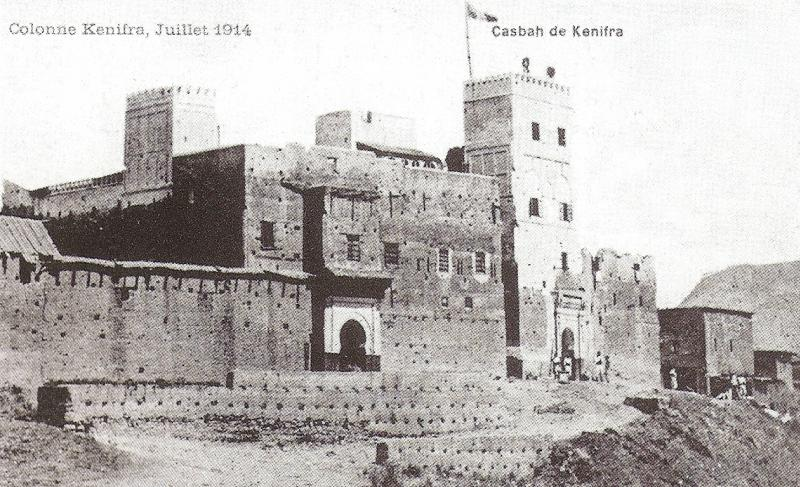
قصبة خنيفرة قبل الهجوم الفرنسي (1914)

ذكرت منطقة فازاز غير ما مرة في كتب التاريخ. ولعبت المنطقة دورا محوريا في التاريخ القديم والوسيط للمغرب الأقصى. وكان بها قلعة حصينة عرفت في المراجع التاريخية بقلعة فزاز. إستعصت على الكثير من القادة. كما أنها شكلت رمز العصيان والخروج عن طاعة المخزن.
يقول ابن خلدون في كتابه تاريخ ابن خلدون:  ... واستلحم كثير من المرابطين، واتصل خبرهم بيوسف بن تاشفين وهو محاصر لقلعة مهدي بلاد فازاز فارتحل سنة ست وخمسين وأربعمائة ونزل عليها عسكر من المرابطين وصار يتنقل في بلاد المغرب فافتتح بني مراسن ثم قبولادة، ثم بلاد ورغة سنة ثمان وخمسين وأربعمائة ثم افتتح بلاد غمارة سنة ستين وأربعمائة.
أما الناصري صاحب كتاب الإستقصا فقال: وَلما دخلت سنة خمس وثلاثمائة وَألف غزا السُّلْطَان مولَايَ الْحسن أيده الله آيت ومالو من برابرة فازاز وهم بطن من صنهاجة يشْتَمل على أفخاذ كَثِيرَة مثل ظيان وَبني مكيلد وشقيرين وآيت سخمان وآيت يسري وَغَيرهم أُمَم لَا يحصيهم إِلَّا خالقهم قد عمروا جبال فازاز وملؤوا قننها وتحصنوا بأوعارها مُنْذُ تملك البربر الْمغرب قبل الْإِسْلَام بأعصار طَوِيلَة فَلَمَّا كَانَت السّنة الْمَذْكُورَة خرج السُّلْطَان من مكناسة الزَّيْتُون عَاشر رَمَضَان مِنْهَا بِقصد غَزْو هَذِه الْقَبَائِل العاصية وتدويخ بلادها... 

## الحاضر
سنة 1996 تم اكتشاف بقايا مدينة تسمى «فازاز» على بعد بضعة كيلومترات من مدينة خنيفرة، بالإضافة إلى أن السكان المحليين يطلقون على المنطقة «إغرم أوسار» أي ما معناه بالأمازيغية المدينة القديمة.